# Okręg wyborczy Belper
Okręg wyborczy Belper powstał w 1918 r. i wysyłał do brytyjskiej Izby Gmin jednego deputowanego. Okręg obejmował miasto Belper w hrabstwie Derbyshire. Został zlikwidowany w 1983 r.

## Deputowani do brytyjskiej Izby Gmin z okręgu Belper
- 1918–1923: John Hancock, Partia Liberalna
- 1923–1929: Herbert Wragg, Partia Konserwatywna
- 1929–1931: Jack Lees, Partia Pracy
- 1931–1945: Herbert Wragg, Partia Konserwatywna
- 1945–1970: George Brown, Partia Pracy
- 1970–1974: Geoffrey Stewart-Smith, Partia Konserwatywna
- 1974–1979: Roderick MacFarquhar, Partia Pracy
- 1979–1983: Sheila Faith, Partia Konserwatywna